# You don't have to cry (CSN)
You don't have to cry is een nummer van Crosby, Stills & Nash dat werd geschreven door Stephen Stills. Het nummer is historisch voor de band. Het was namelijk het eerste dat ze als drietal zongen en betekende dat Graham Nash zich aansloot bij David Crosby en Stephen Stills.

## Oprichting Crosby, Stills & Nash
Toen de drie elkaar in juli 1968 ontmoetten, zelf zijn ze het er niet over eens waar en wanneer dat was, lieten Stills en Crosby dit nummer horen. Hierna vroeg Nash aan de twee om het nummer nogmaals te spelen, en viel hij hen bij als derde stem. Hierna vroeg hij hen het lied nogmaals te zingen en vulde hij het aan met een hoog stemgeluid, waar de anderen met grote verwondering naar luisterden. Nash memoreerde eraan, dat het geweldig klonk en dat hij met zijn hart wist dat dit iets was dat hij de volgende jaren wilde blijven doen. Crosby herinnerde zich: "Ik dacht dat mijn hart rechtstreeks uit mijn mond zou springen. Het was zo ongeveer het rijkste dat ik ooit had gehoord."
In de wetenschap dat het geluid uniek was, besloten ze als drietal verder te gaan. Terugblikkend werd het een samenwerking die tientallen jaren stand heeft gehouden, terwijl ze daarnaast af en toe werden aangevuld door Neil Young.

## Uitvoeringen en covers
Het is een van hun nummers op hun debuutalbum Crosby, Stills & Nash. Ook maakte het later deel uit van het verzamelalbum Carry on (1991, heruitgave in 1998), de boxset CSN (1991) en het album met demoversies dEMOS (2009).
Daarnaast brachten enkele artiesten een cover uit op een album, zoals de Amerikaanse zangeres Kate McGarry (If less is more, 2008) en de Italiaanse band Rangzen (Live, 2008).